# José Salas Subirat
José Salas Subirat (Buenos Aires, 23 de noviembre de 1890-Florida, Buenos Aires, 29 de mayo de 1975) fue un escritor autodidacta argentino, autor de dos novelas, libros sobre seguros y de autoayuda. Es también conocido por haber sido el primer traductor al castellano del Ulises de Joyce (1945).

## Traducción delUlises
La editorial argentina Santiago Rueda había convocado un concurso para la publicación de una traducción del Ulises. Salas Subirat se presentó con una versión completa, que había traducido por placer.
Durante décadas, y hasta la aparición de la traducción de José María Valverde (Barcelona, 1976), la suya fue la única traducción disponible en español.